# Paulinho (calciatore 1988)
Paulinho, pseudonimo di José Paulo Bezerra Maciel Júnior (San Paolo, 25 luglio 1988), è un ex calciatore brasiliano, di ruolo centrocampista.

## Caratteristiche tecniche
Classico tornante brasiliano, Paulinho è un jolly di centrocampo, abile nel recuperare palloni in fase difensiva, ma altrettanto veloce nelle ripartenze e negli inserimenti rapidi ed efficaci che lo rendono un abile finalizzatore sotto porta. Dispone, inoltre, di una eccellente resistenza fisica e di un ottimo senso della posizione.

## Carriera

### Club

#### Corinthians
Dopo aver giocato in Europa con Vilnius e Łódź, e nel 2009 in Série B con il Bragantino, nel 2010 si trasferisce al Corinthians dove contribuisce molto alla vittoria del campionato 2011. Il club paulista possiede soltanto il 10% del cartellino del giocatore, il 45% è del fondo Audax rappresentato da Thiago Scurto e l'altro 45% è della banca BMG.
Il 25 agosto 2012 il Corinthians acquisisce la parte della banca BMG diventando la parte di maggioranza con il 55% contro il 45% che resta nelle mani dell'Audax-SP. La nuova clausola di rescissione è stata portata a 20 milioni di euro con il contratto del giocatore in scadenza nel 2015. Con il Corinthians vince poi la Coppa Libertadores, il Mondiale per club e il Campionato Paulista 2013.

#### Tottenham
Il 6 luglio 2013 il Tottenham Hotspur, tramite un comunicato ufficiale, annuncia il suo acquisto per circa 19 milioni di euro. Il brasiliano firma un contratto quadriennale con il club londinese. Subito titolare, in due stagioni colleziona 67 presenze e 10 gol.

#### Guangzhou
Il 29 giugno 2015 viene acquistato per 14 milioni di euro dal club cinese del Guangzhou Evergrande, con cui firma un contratto da 6 milioni di euro a stagione per quattro anni. In tre stagioni gioca 89 partite con la squadra asiatica, andando a segno in 27 occasioni

#### Barcellona
Il 14 agosto 2017 il Barcellona comunica di aver pagato la clausola da 40 milioni di euro, fissata dal Guangzhou Evergrande, per assicurarsi le prestazioni del giocatore, che firma un contratto quadriennale con i blaugrana.

#### Ritorno al Guangzhou
L'8 luglio 2018 viene annunciato il ritorno del brasiliano ai cinesi del Guangzhou in prestito con diritto di riscatto (fissato a 50 milioni), opzione esercitata dal club cinese il 4 gennaio 2019.

#### Al-Ahli
Il 22 luglio 2021 firma un contratto triennale con l’Al-Ahli Sports Club. Il 18 settembre 2021 risolve il contratto con il club saudita.

#### Ritorno al Corinthians
Il 15 dicembre 2021 fa ritorno al Corinthians.
Il 9 settembre 2024 decide di ritirarsi dal calcio giocato.

### Nazionale

#### Maggiore
Paulinho viene inserito nella lista dei 23 convocati di Scolari per la FIFA Confederations Cup 2013, svoltasi in Brasile dal 15 al 30 giugno come preludio del Mondiale 2014, e vinta proprio dai verdeoro, che trionfano in finale sui campioni del mondo della Spagna. Viene convocato dal ct Scolari per il Mondiale casalingo proprio l'anno successivo, scendendo in campo in 6 occasioni, tra cui il celebre Mineirazo.
Viene convocato per il Mondiale di Russia del 2018: con la Nazionale disputa ogni gara del torneo, andando in gol nella partita con la Serbia, fino al match contro il Belgio, ai quarti di finale, che sancisce l'eliminazione dei verdeoro dalla competizione.

## Statistiche

### Presenze e reti nei club
Statistiche aggiornate al 1º maggio 2022.
| Stagione                    | Squadra                     | Campionato                  | Campionato | Campionato | Coppe nazionali | Coppe nazionali | Coppe nazionali | Coppe continentali | Coppe continentali | Coppe continentali | Altre coppe | Altre coppe | Altre coppe | Totale | Totale |
| Stagione                    | Squadra                     | Comp                        | Pres       | Reti       | Comp            | Pres            | Reti            | Comp               | Pres               | Reti               | Comp        | Pres        | Reti        | Pres   | Reti   |
| --------------------------- | --------------------------- | --------------------------- | ---------- | ---------- | --------------- | --------------- | --------------- | ------------------ | ------------------ | ------------------ | ----------- | ----------- | ----------- | ------ | ------ |
| 2006                        | Vilnius                     | A                           | 17         | 2          | -               | -               | -               | -                  | -                  | -                  | -           | -           | -           | 17     | 2      |
| 2007                        | Vilnius                     | A                           | 21         | 3          | -               | -               | -               | -                  | -                  | -                  | -           | -           | -           | 21     | 3      |
| Totale Vilnius              | Totale Vilnius              | Totale Vilnius              | 38         | 5          |                 | -               | -               |                    | -                  | -                  |             | -           | -           | 38     | 5      |
| 2007-2008                   | ŁKS Łódź                    | EK                          | 17         | 0          | CP+CE           | 1+4             | 1+0             | -                  | -                  | -                  | -           | -           | -           | 22     | 1      |
| 2008                        | Pão de Açúcar               | A4/SP                       | 19         | 1          | -               | -               | -               | -                  | -                  | -                  | -           | -           | -           | 19     | 1      |
| 2009                        | Pão de Açúcar               | A3/SP                       | 20         | 6          | -               | -               | -               | -                  | -                  | -                  | -           | -           | -           | 20     | 6      |
| Totale Pão de Açúcar        | Totale Pão de Açúcar        | Totale Pão de Açúcar        | 39         | 7          |                 | -               | -               |                    | -                  | -                  |             | -           | -           | 39     | 7      |
| 2009                        | Bragantino                  | A1/SP+B                     | 18+28      | 8+6        | -               | -               | -               | -                  | -                  | -                  | -           | -           | -           | 46     | 14     |
| 2010                        | Corinthians                 | A1/SP+A                     | 0+27       | 0+4        | -               | -               | -               | CL                 | 1                  | 0                  | -           | -           | -           | 28     | 4      |
| 2011                        | Corinthians                 | A1/SP+A                     | 20+35      | 3+8        | -               | -               | -               | CL                 | 1                  | 0                  | -           | -           | -           | 56     | 11     |
| 2012                        | Corinthians                 | A1/SP+A                     | 13+23      | 3+7        | -               | -               | -               | CL                 | 14                 | 3                  | Cmc         | 2           | 0           | 52     | 13     |
| 2013                        | Corinthians                 | A1/SP+A                     | 16+1       | 3+1        | -               | -               | -               | CL                 | 8                  | 2                  | -           | -           | -           | 25     | 6      |
| 2013-2014                   | Tottenham                   | PL                          | 30         | 6          | FACup+CdL       | 0+2             | 1               | UEL                | 5                  | 1                  | -           | -           | -           | 37     | 8      |
| 2014-2015                   | Tottenham                   | PL                          | 15         | 0          | FACup+CdL       | 3+4             | 1+0             | UEL                | 8                  | 1                  | -           | -           | -           | 30     | 2      |
| Totale Tottenham            | Totale Tottenham            | Totale Tottenham            | 45         | 6          |                 | 9               | 2               |                    | 13                 | 2                  |             | -           | -           | 67     | 10     |
| 2015                        | Guangzhou Evergrande        | CSL                         | 13         | 2          | CC              | 0               | 0               | ACL                | 6                  | 1                  | Cmc         | 3           | 2           | 22     | 5      |
| 2016                        | Guangzhou Evergrande        | CSL                         | 30         | 8          | CC              | 8               | 3               | ACL                | 5                  | 0                  | SC          | 1           | 0           | 44     | 11     |
| gen.-ago. 2017              | Guangzhou Evergrande        | CSL                         | 20         | 7          | CC              | 0               | 0               | ACL                | 8                  | 5                  | SC          | 1           | 0           | 29     | 12     |
| set. 2017-giu. 2018         | Barcellona                  | PD                          | 34         | 9          | CR              | 6               | 0               | UCL                | 9                  | 0                  | -           | -           | -           | 49     | 9      |
| lug.-dic. 2018              | Guangzhou Evergrande        | CSL                         | 19         | 13         | CC              | 0               | 0               | ACL                | 0                  | 0                  | SC          | 0           | 0           | 15     | 13     |
| 2019                        | Guangzhou Evergrande        | CSL                         | 29         | 19         | CC              | 1               | 0               | ACL                | 12                 | 3                  | -           | -           | -           | 42     | 22     |
| 2020                        | Guangzhou Evergrande        | CSL                         | 14+6       | 9+3        | CC              | 0               | 0               | ACL                | 0                  | 0                  | -           | -           | -           | 20     | 12     |
| gen.-giu. 2021              | Guangzhou Evergrande        | CSL                         | 0          | 0          | CC              | 0               | 0               | ACL                | 0                  | 0                  | -           | -           | -           | 0      | 0      |
| Totale Guangzhou Evergrande | Totale Guangzhou Evergrande | Totale Guangzhou Evergrande | 131        | 61         |                 | 9               | 3               |                    | 31                 | 9                  |             | 5           | 2           | 176    | 75     |
| lug. -set.2021              | Al-Ahli                     | SPL                         | 4          | 2          | KCC             | -               | -               | ACL                | -                  | -                  | -           | -           | -           | 4      | 2      |
| 2022                        | Corinthians                 | A1/SP+A                     | 14+3       | 3+1        | -               | -               | -               | CL                 | 3                  | 0                  | -           | -           | -           | 20     | 4      |
| 2023                        | Corinthians                 | A1/SP+A                     | 8+4        | 2+0        | CB              | 3               | 0               | CL                 | 4                  | 0                  | -           | -           | -           | 19     | 2      |
| Totale Corinthians          | Totale Corinthians          | Totale Corinthians          | 71+93      | 14+21      |                 | 3               | 0               |                    | 31                 | 5                  |             | 2           | 0           | 200    | 40     |
| Totale carriera             | Totale carriera             | Totale carriera             | 518        | 139        |                 | 32              | 6               |                    | 84                 | 16                 |             | 7           | 2           | 641    | 163    |

### Presenze e reti in nazionale
| Cronologia completa delle presenze e delle reti in nazionale ― Brasile | Cronologia completa delle presenze e delle reti in nazionale ― Brasile | Cronologia completa delle presenze e delle reti in nazionale ― Brasile | Cronologia completa delle presenze e delle reti in nazionale ― Brasile | Cronologia completa delle presenze e delle reti in nazionale ― Brasile | Cronologia completa delle presenze e delle reti in nazionale ― Brasile | Cronologia completa delle presenze e delle reti in nazionale ― Brasile | Cronologia completa delle presenze e delle reti in nazionale ― Brasile |
| Data                                                                   | Città                                                                  | In casa                                                                | Risultato                                                              | Ospiti                                                                 | Competizione                                                           | Reti                                                                   | Note                                                                   |
| ---------------------------------------------------------------------- | ---------------------------------------------------------------------- | ---------------------------------------------------------------------- | ---------------------------------------------------------------------- | ---------------------------------------------------------------------- | ---------------------------------------------------------------------- | ---------------------------------------------------------------------- | ---------------------------------------------------------------------- |
| 14-9-2011                                                              | Córdoba                                                                | Argentina                                                              | 0 – 0                                                                  | Brasile                                                                | Superclásico de las Américas 2011                                      | -                                                                      | 87’                                                                    |
| 15-8-2012                                                              | Solna                                                                  | Svezia                                                                 | 0 – 3                                                                  | Brasile                                                                | Amichevole                                                             | -                                                                      | 89’                                                                    |
| 7-9-2012                                                               | San Paolo                                                              | Brasile                                                                | 1 – 0                                                                  | Sudafrica                                                              | Amichevole                                                             | -                                                                      | 63’                                                                    |
| 19-9-2012                                                              | Goiânia                                                                | Brasile                                                                | 2 – 1                                                                  | Argentina                                                              | Superclásico de las Américas 2012                                      | 1                                                                      | 80’                                                                    |
| 11-10-2012                                                             | Malmö                                                                  | Brasile                                                                | 6 – 0                                                                  | Iraq                                                                   | Amichevole                                                             | -                                                                      | 89’                                                                    |
| 16-10-2012                                                             | Breslavia                                                              | Giappone                                                               | 0 – 4                                                                  | Brasile                                                                | Amichevole                                                             | 1                                                                      |                                                                        |
| 14-11-2012                                                             | East Rutherford                                                        | Brasile                                                                | 1 – 1                                                                  | Colombia                                                               | Amichevole                                                             | -                                                                      |                                                                        |
| 21-11-2012                                                             | Buenos Aires                                                           | Argentina                                                              | 2 – 1 dts (3 – 4 dtr)                                                  | Brasile                                                                | Superclásico de las Américas 2012                                      | -                                                                      |                                                                        |
| 6-2-2013                                                               | Londra                                                                 | Inghilterra                                                            | 2 – 1                                                                  | Brasile                                                                | Amichevole                                                             | -                                                                      | 62’                                                                    |
| 6-4-2013                                                               | Santa Cruz de la Sierra                                                | Bolivia                                                                | 0 – 4                                                                  | Brasile                                                                | Amichevole                                                             | -                                                                      |                                                                        |
| 24-4-2013                                                              | Belo Horizonte                                                         | Brasile                                                                | 2 – 2                                                                  | Cile                                                                   | Amichevole                                                             | -                                                                      |                                                                        |
| 2-6-2013                                                               | Rio de Janeiro                                                         | Brasile                                                                | 2 – 2                                                                  | Inghilterra                                                            | Amichevole                                                             | 1                                                                      | 84’                                                                    |
| 9-6-2013                                                               | Porto Alegre                                                           | Brasile                                                                | 3 – 0                                                                  | Francia                                                                | Amichevole                                                             | -                                                                      | 87’                                                                    |
| 15-6-2013                                                              | Brasilia                                                               | Brasile                                                                | 3 – 0                                                                  | Giappone                                                               | Conf. Cup 2013 - 1º turno                                              | 1                                                                      |                                                                        |
| 19-6-2013                                                              | Fortaleza                                                              | Brasile                                                                | 2 – 0                                                                  | Messico                                                                | Conf. Cup 2013 - 1º turno                                              | -                                                                      |                                                                        |
| 26-6-2013                                                              | Belo Horizonte                                                         | Brasile                                                                | 2 – 1                                                                  | Uruguay                                                                | Conf. Cup 2013 - Semifinale                                            | 1                                                                      |                                                                        |
| 30-6-2013                                                              | Rio de Janeiro                                                         | Brasile                                                                | 3 – 0                                                                  | Spagna                                                                 | Conf. Cup 2013 - Finale                                                | -                                                                      | 88’                                                                    |
| 14-8-2013                                                              | Basilea                                                                | Svizzera                                                               | 1 – 0                                                                  | Brasile                                                                | Amichevole                                                             | -                                                                      |                                                                        |
| 7-9-2013                                                               | Brasilia                                                               | Brasile                                                                | 6 – 0                                                                  | Australia                                                              | Amichevole                                                             | -                                                                      | 62’                                                                    |
| 10-9-2013                                                              | Foxborough                                                             | Brasile                                                                | 3 – 1                                                                  | Portogallo                                                             | Amichevole                                                             | -                                                                      | 83’                                                                    |
| 12-10-2013                                                             | Seul                                                                   | Corea del Sud                                                          | 0 – 2                                                                  | Brasile                                                                | Amichevole                                                             | -                                                                      | 68’                                                                    |
| 15-10-2013                                                             | Pechino                                                                | Brasile                                                                | 2 – 0                                                                  | Zambia                                                                 | Amichevole                                                             | -                                                                      | 63’                                                                    |
| 16-11-2013                                                             | Miami Gardens                                                          | Honduras                                                               | 0 – 5                                                                  | Brasile                                                                | Amichevole                                                             | -                                                                      |                                                                        |
| 19-11-2013                                                             | Toronto                                                                | Brasile                                                                | 2 – 1                                                                  | Cile                                                                   | Amichevole                                                             | -                                                                      | 38’ 84’                                                                |
| 5-3-2014                                                               | Johannesburg                                                           | Sudafrica                                                              | 0 – 5                                                                  | Brasile                                                                | Amichevole                                                             | -                                                                      | 46’                                                                    |
| 6-6-2014                                                               | San Paolo                                                              | Brasile                                                                | 1 – 0                                                                  | Serbia                                                                 | Amichevole                                                             | -                                                                      | 65’                                                                    |
| 12-6-2014                                                              | San Paolo                                                              | Brasile                                                                | 3 – 1                                                                  | Croazia                                                                | Mondiali 2014 - 1º turno                                               | -                                                                      | 63’                                                                    |
| 17-6-2014                                                              | Fortaleza                                                              | Brasile                                                                | 0 – 0                                                                  | Messico                                                                | Mondiali 2014 - 1º turno                                               | -                                                                      |                                                                        |
| 23-6-2014                                                              | Brasilia                                                               | Camerun                                                                | 1 – 4                                                                  | Brasile                                                                | Mondiali 2014 - 1º turno                                               | -                                                                      | 46’                                                                    |
| 4-7-2014                                                               | Fortaleza                                                              | Brasile                                                                | 2 – 1                                                                  | Colombia                                                               | Mondiali 2014 - Quarti di finale                                       | -                                                                      | 86’                                                                    |
| 8-7-2014                                                               | Belo Horizonte                                                         | Brasile                                                                | 1 – 7                                                                  | Germania                                                               | Mondiali 2014 - Semifinale                                             | -                                                                      | 46’                                                                    |
| 12-7-2014                                                              | Brasilia                                                               | Brasile                                                                | 0 – 3                                                                  | Paesi Bassi                                                            | Mondiali 2014 - Finale 3º posto                                        | -                                                                      | 57’                                                                    |
| 1-9-2016                                                               | Quito                                                                  | Ecuador                                                                | 0 – 3                                                                  | Brasile                                                                | Qual. Mondiali 2018                                                    | -                                                                      | 30’                                                                    |
| 6-9-2016                                                               | Manaus                                                                 | Brasile                                                                | 2 – 1                                                                  | Colombia                                                               | Qual. Mondiali 2018                                                    | -                                                                      | 33’ 71’                                                                |
| 11-10-2016                                                             | Mérida                                                                 | Venezuela                                                              | 0 – 2                                                                  | Brasile                                                                | Qual. Mondiali 2018                                                    | -                                                                      | 73’                                                                    |
| 10-11-2016                                                             | Belo Horizonte                                                         | Brasile                                                                | 3 – 0                                                                  | Argentina                                                              | Qual. Mondiali 2018                                                    | 1                                                                      |                                                                        |
| 16-11-2016                                                             | Lima                                                                   | Perù                                                                   | 0 – 2                                                                  | Brasile                                                                | Qual. Mondiali 2018                                                    | -                                                                      |                                                                        |
| 23-3-2017                                                              | Montevideo                                                             | Uruguay                                                                | 1 – 4                                                                  | Brasile                                                                | Qual. Mondiali 2018                                                    | 3                                                                      |                                                                        |
| 28-3-2017                                                              | San Paolo                                                              | Brasile                                                                | 3 – 0                                                                  | Paraguay                                                               | Qual. Mondiali 2018                                                    | -                                                                      |                                                                        |
| 9-6-2017                                                               | Melbourne                                                              | Brasile                                                                | 0 – 1                                                                  | Argentina                                                              | Amichevole                                                             | -                                                                      | 79’ 81’                                                                |
| 13-6-2017                                                              | Melbourne                                                              | Australia                                                              | 0 – 4                                                                  | Brasile                                                                | Amichevole                                                             | -                                                                      | 83’                                                                    |
| 31-8-2017                                                              | Porto Alegre                                                           | Brasile                                                                | 2 – 0                                                                  | Ecuador                                                                | Qual. Mondiali 2018                                                    | 1                                                                      |                                                                        |
| 5-9-2017                                                               | Barranquilla                                                           | Colombia                                                               | 1 – 1                                                                  | Brasile                                                                | Qual. Mondiali 2018                                                    | -                                                                      | cap.                                                                   |
| 5-10-2017                                                              | La Paz                                                                 | Bolivia                                                                | 0 – 0                                                                  | Brasile                                                                | Qual. Mondiali 2018                                                    | -                                                                      | 81’                                                                    |
| 10-10-2017                                                             | San Paolo                                                              | Brasile                                                                | 3 – 0                                                                  | Cile                                                                   | Qual. Mondiali 2018                                                    | 1                                                                      |                                                                        |
| 14-11-2017                                                             | Londra                                                                 | Inghilterra                                                            | 0 – 0                                                                  | Brasile                                                                | Amichevole                                                             | -                                                                      |                                                                        |
| 23-3-2018                                                              | Mosca                                                                  | Russia                                                                 | 0 – 3                                                                  | Brasile                                                                | Amichevole                                                             | 1                                                                      | 71’                                                                    |
| 27-3-2018                                                              | Berlino                                                                | Germania                                                               | 0 – 1                                                                  | Brasile                                                                | Amichevole                                                             | -                                                                      |                                                                        |
| 3-6-2018                                                               | Liverpool                                                              | Brasile                                                                | 2 – 0                                                                  | Croazia                                                                | Amichevole                                                             | -                                                                      |                                                                        |
| 10-6-2018                                                              | Vienna                                                                 | Austria                                                                | 0 – 3                                                                  | Brasile                                                                | Amichevole                                                             | -                                                                      |                                                                        |
| 17-6-2018                                                              | Rostov                                                                 | Brasile                                                                | 1 – 1                                                                  | Svizzera                                                               | Mondiali 2018 - 1º turno                                               | -                                                                      | 67’                                                                    |
| 22-6-2018                                                              | San Pietroburgo                                                        | Brasile                                                                | 2 – 0                                                                  | Costa Rica                                                             | Mondiali 2018 - 1º turno                                               | -                                                                      | 68’                                                                    |
| 27-6-2018                                                              | Mosca                                                                  | Serbia                                                                 | 0 – 2                                                                  | Brasile                                                                | Mondiali 2018 - 1º turno                                               | 1                                                                      | 66’                                                                    |
| 2-7-2018                                                               | Samara                                                                 | Brasile                                                                | 2 – 0                                                                  | Messico                                                                | Mondiali 2018 - Ottavi di finale                                       | -                                                                      | 80’                                                                    |
| 6-7-2018                                                               | Kazan'                                                                 | Brasile                                                                | 1 – 2                                                                  | Belgio                                                                 | Mondiali 2018 - Quarti di finale                                       | -                                                                      | 73’                                                                    |
| 20-11-2018                                                             | Milton Keynes                                                          | Brasile                                                                | 1 – 0                                                                  | Camerun                                                                | Amichevole                                                             | -                                                                      | 69’                                                                    |
| Totale                                                                 |                                                                        | Presenze                                                               | 56                                                                     |                                                                        | Reti                                                                   | 13                                                                     |                                                                        |

## Palmarès

### Club

#### Competizioni statali
- Campionato paulista: 1

Corinthians: 2013

#### Competizioni nazionali
- Campionato brasiliano: 1

Corinthians: 2011
- Campionato cinese: 3

Guangzhou Evergrande: 2015, 2016, 2019
- Coppa della Cina: 1

Guangzhou Evergrande: 2016
- Supercoppa di Cina: 2

Guangzhou Evergrande: 2016, 2017
- Coppa di Spagna: 1

Barcellona: 2017-2018
- Campionato spagnolo: 1

Barcellona: 2017-2018

#### Competizioni internazionali
- Coppa Libertadores: 1

Corinthians: 2012
- Coppa del mondo per club: 1

Corinthians: 2012
- AFC Champions League: 1

Guangzhou Evergrande: 2015

### Nazionale
- Confederations Cup: 1

Brasile 2013